# Rabiu Afolabi
Rabiu Afolabi (ur. 18 kwietnia 1980 w Oshogbo) – piłkarz nigeryjski grający na pozycji środkowego obrońcy.

## Kariera klubowa
Afolabi pochodzi z małego miasta Oshogbo. Karierę zaczynał w klubie NEPA Lagos FC. Szybko jednak wyjechał z ojczyzny, bo w 1998 roku, gdy został wypatrzony przez skautów Standardu Liège podczas turnieju o nazwie Meridian Cup. W rundzie wiosennej sezonu 1997/98 zagrał w 3 meczach w Eerste klasse, z czego w 2 w pierwszym składzie. Standard jednak rozegrał słaby sezon i skończył go na 9. miejscu w tabeli. W następnym sezonie Rabiu był już podstawowym zawodnikiem klubu z Liège. Zagrał w 26 meczach, zdobył gola i zajął ze swoją klubową drużyną 6. miejsce w lidze. Standard grał także w finale Pucharze Belgii, tam jednak przegrał 1:3 z Lierse SK. Sezon 1999/2000 także nie przyniósł klubowi Afolabiego sukcesów. Standard zajął 5. miejsce, a Rabiu znów zdobył 1 gola w sezonie (w 24 meczach). Jego dobra gra w belgijskiej lidze została zauważona we Włoszech. Włodarze SSC Napoli zapłacili za Afolabiego 4 miliony euro. Były to jednak pieniądze wyrzucone w błoto, zważywszy na to, że Rabiu nie zagrał żadnego oficjalnego meczu w barwach „Azzurrich”. Więcej czasu spędzał na leczeniu kontuzji, a gdy mógł grać, grał w rezerwach klubu z Neapolu.
Po straconym pół roku we Włoszech Afolabi wrócił do Liège. W drużynie grał jednak dopiero w następnym sezonie – 2001/2002. Standard zajął 5. miejsce, a Afolabiego uznano najlepszym obrońcą w Belgii. Kolejny sezon nie był już tak udany. Rabiu zagrał tylko 14 ligowych meczów, a i cały Standard zagrał słabiej kończąc ligę na 7. pozycji.
Latem 2003 skończył mu się kontrakt z belgijskim zespołem i na podstawie prawa Bosmana przeszedł do mistrza Austrii, Austrii Wiedeń. W Bundeslidze zadebiutował w barwach stołecznego klubu już w 1. kolejce ligowej, 16 lipca w przegranym 1:2 wyjazdowym meczu z FC Kärnten. Afolabi rozegrał 33 mecze i całkiem dobry sezon oraz wspomógł Austrię w wywalczeniu wicemistrzostwa Austrii. Latem 2004 zainteresowanie Rabiu wykazał Olympique Marsylia, a także inne kluby, ale ostatecznie zdecydował się zostać w Wiedniu. Zagrał w 27 meczach ligowych w sezonie, we wszystkich od pierwszej do ostatniej minuty oraz zdobył 1 gola w wygranym 3:0 wyjazdowym meczu z FC Wacker Tirol. Zespół Austrii był jednak krytykowany za słabszą postawę w lidze i zajął w niej dopiero 3. miejsce za Rapidem Wiedeń i Grazer AK. Lepiej było w Pucharze UEFA, gdzie Wiedeńczycy doszli aż do półfinału.
Po sezonie 2004/2005 z Austrii zaczęli odchodzić niektórzy zawodnicy. Był wśród nich także Afolabi, który za 2 miliony euro przeszedł do FC Sochaux-Montbéliard. W Ligue 1 zadebiutował w 3. kolejce ligowej, 13 sierpnia w wygranym 2:1 wyjazdowym meczu z OGC Nice. Nie był to jednak udany debiut, gdyż Afolabi otrzymał czerwoną kartkę w 87. minucie meczu. W 37. kolejce zdobył swoją pierwszą bramkę na francuskich boiskach, a jego drużyna 6 maja 2006 zremisowała na własnym stadionie z Troyes AC. Ogólnie dobrze wprowadził się do drużyny i oceny tej nie popsuł nawet fakt, że Sochaux straciło dużo bramek w lidze i zajęło dopiero 15. miejsce. W Sochaux Afolabi spędził cztery sezony.
Latem 2009 roku podpisał kontrakt z austriackim Red Bull Salzburg. W 2010 roku wywalczył z Red Bullem mistrzostwo Austrii, a w 2011 roku odszedł do drugoligowego AS Monaco.
| Sezon   | Klub                   | Kraj    | Rozgrywki       | Mecze | Bramki | Rozgrywki Europy | Mecze | Bramki |
| ------- | ---------------------- | ------- | --------------- | ----- | ------ | ---------------- | ----- | ------ |
| 1997    | NEPA Lagos FC          | Nigeria | 2. liga Nigerii | ?     | ?      | -                | -     | -      |
| 1997/98 | Standard Liège         | Belgia  | Eerste klasse   | 3     | 0      | -                | -     | -      |
| 1998/99 | Standard Liège         | Belgia  | Eerste klasse   | 26    | 1      | -                | -     | -      |
| 1999/00 | Standard Liège         | Belgia  | Eerste klasse   | 23    | 1      | -                | -     | -      |
| 2000/01 | SSC Napoli             | Włochy  | Serie A         | 0     | 0      |                  |       |        |
| 2000/01 | Standard Liège         | Belgia  | Eerste klasse   | 0     | 0      | -                | -     | -      |
| 2001/02 | Standard Liège         | Belgia  | Eerste klasse   | 22    | 0      | Liga Europy UEFA | 1     | 0      |
| 2002/03 | Standard Liège         | Belgia  | Eerste klasse   | 14    | 0      | -                | -     | -      |
| 2003/04 | Austria Wiedeń         | Austria | Bundesliga      | 33    | 0      | Liga Europy UEFA | 4     | 0      |
| 2004/05 | Austria Wiedeń         | Austria | Bundesliga      | 27    | 1      | Liga Europy UEFA | 13    | 0      |
| 2005/06 | FC Sochaux-Montbéliard | Francja | Ligue 1         | 32    | 1      | -                | -     | -      |
| 2006/07 | FC Sochaux-Montbéliard | Francja | Ligue 1         | 34    | 2      | -                | -     | -      |
| 2007/08 | FC Sochaux-Montbéliard | Francja | Ligue 1         | 27    | 0      | Liga Europy UEFA | 2     | 0      |
| 2008/09 | FC Sochaux-Montbéliard | Francja | Ligue 1         | 30    | 2      | -                | -     | -      |
| 2009/10 | Red Bull Salzburg      | Austria | Bundesliga      | 29    | 4      | Liga Europy UEFA | 8     | 1      |
| 2010/11 | Red Bull Salzburg      | Austria | Bundesliga      | 33    | 0      | Liga Europy UEFA | 10    | 0      |
| 2011/12 | AS Monaco              | Francja | Ligue 2         | 14    | 1      | -                | -     | -      |

Stan na: 7 stycznia 2013 r.

## Kariera reprezentacyjna
Reprezentacyjną karierę Afolabi rozpoczął od występów w reprezentacji Nigerii Under-17, z którą w 1997 roku wygrał puchar Meridian Cup rozegrany w Portugalii. W 1999 roku został wicemistrzem Afryki, gdy Nigeryjczycy przegrali w finale Młodzieżowych Mistrzostw Afryki U-20 z gospodarzem Ghaną 0:1. Brał udział także w Młodzieżowych Mistrzostwach Świata U-20, na których był kapitanem zespołu gospodarzy. Nigeria odpadła wówczas w ćwierćfinale przegrywając 1:3 z Mali.
W pierwszej reprezentacji Afolabi zadebiutował 17 czerwca 2000 w wygranym 2:0 meczu z reprezentacją Sierra Leone rozegranym w ramach kwalifikacji do MŚ 2002. Dużą niespodzianką było, gdy nie znalazł się w kadrze reprezentacji olimpijskiej na Igrzyska Olimpijskie w Sydney, gdyż był wówczas w wysokiej formie.
W 2002 został powołany przez Festusa Onigbinde na finały MŚ w Korei i Japonii. Tam jednak nie zagrał ani jednego meczu, a Nigeryjczycy odpadli już po fazie grupowej zajmując ostatnie miejsce.